# Дом атамана (Новочеркасск)
Дом атамана — объект культурного наследия и памятник архитектуры начала XX века, который располагается по адресу Московская улица, 49, город Новочеркасск Ростовской области.

## Описание
Дом был построен в 1907 году. В справочных документах 1915 года это здание значится под названием «Дом атамана». Хотя Атаманский дворец в Новочеркасске и был официальной резиденцией, в которой атаманы проводили много времени, было необходимо также здание для частных нужд. Таким сооружением был дом атамана по улице Московской, 49.
Дом был построен в стиле модерн. Автор проекта при оформлении фасада использовал орнаментальные вставки и обрамления. Парадный вход смещен от центральной оси, представлен в виде рустованной арки с окном полукруглой формы, по сторонам идет украшение в виде тонкой растительной вязи. Завершается парадный вход широким карнизом с аттиком. В левой и правой части дома расположено разное число окон, украшением которых служит сплетенный орнамент. Дом украшает железный навес, а ворота отделяют дом атамана от дома Кирюнина.
При строительстве дома, на участке было создано двое ворот в разном стиле. В первом случае использовались горизонтальные и вертикальные линии, во втором случае — применялись криволинейные очертания. После окончания войны в 1940-х годах в этом доме располагалась квартира начальника Новочеркасского гарнизона. В этом доме жили герои Гражданской войны Е. И. Кофтюх и С. С. Вострецов. С 1992 года дом числится памятником архитектуры и объектом культурного наследия, охраняется законом. В XXI веке в этом здании работает детский сад.

## Галерея

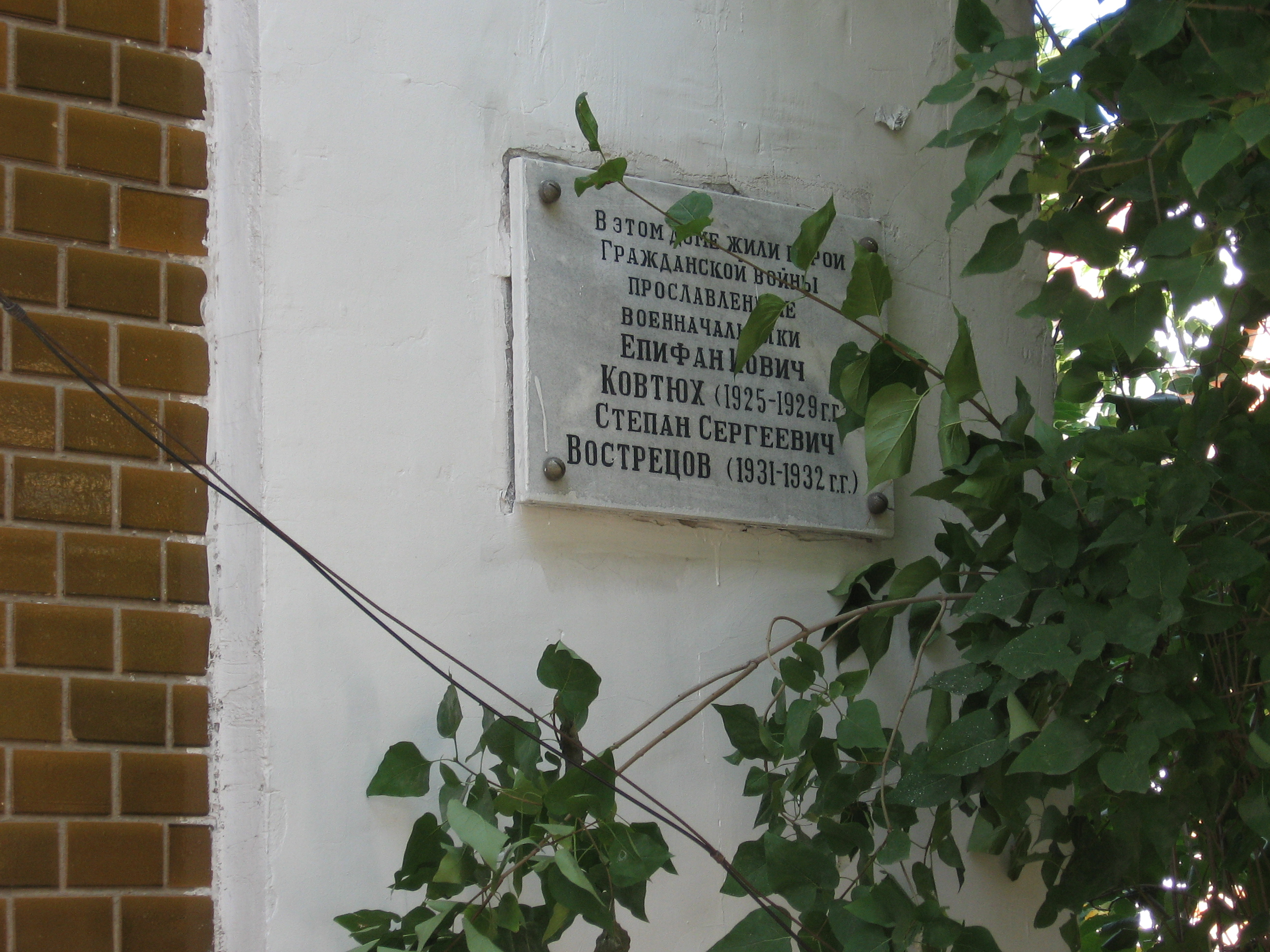
Мемориальная доска на фасаде памятника архитектуры